# 54-та окрема механізована бригада (Україна)
54-та окрема механізована бригада імені гетьмана Івана Мазепи (54 ОМБр, в/ч А0693, пп В2970) — механізоване з'єднання Сухопутних військ Збройних сил України чисельністю у бригаду. Дислокується у м. Бахмут Донецької області. Підпорядкована Оперативному командуванню «Схід».
Бригада носить ім'я Івана Мазепи — українського військового, політичного і державного діяча, гетьмана Війська Запорозького.

## Історія

### Військові з'єднання у Бахмуті
У військовому містечку в Бахмуті за часів СРСР дислокувалася 36-та мотострілецька дивізія, яку розформували в 1990 році. 36 мсд була сформована в 1966 році в пунктах дислокації частин 266 мсд, яка відбула на підсилення на Далекий Схід. Її залишки об'єднали з 254-ю мотострілецькою дивізією, яка була виведена з ПдГВ в Угорщині до Бахмуту. В 2000 році на базі 78 мсп, самохідного-артилерійського полку та інших частин 254 механізованої дивізії була сформована 52 окрема Черкаська орденів Леніна, Червоного Прапора, Суворова, Кутузова і Богдана Хмельницького механізована бригада (в/ч А-0621) .
2004 року 52-га механізована бригада була розформована. Рішення про розформування прийняте після пожежі й вибуху 10 з 17 сховищ боєприпасів 10 жовтня 2003 року, коли постраждало двоє осіб.

### Передумови
У лютому 2014 року почалася російська збройна агресія проти України: Росія вторглася до Криму та анексувала його. В Україні почалася часткова мобілізація.
13 квітня 2014 року розпочалися бойові дії війни на сході, після захоплення Слов'янська Донецької області російськими диверсійними загонами під командуванням Ігоря Гіркіна. 30 квітня 2014 року в.о. Президента України Олександр Турчинов доручив керівникам обласних адміністрацій почати створення батальйонів територіальної оборони в кожній області України. Влітку українські війська вели бої на російсько-українському кордоні, під Донецьком, Луганськом, та на Приазов'ї, ізолюючи угруповання бойовиків від постачання з Росії та розсікаючи утримувані ними території. Після втручання регулярної російської армії, українські сили зазнали низку поразок і були змушені відійти з-під Луганська, Іловайська та Новоазовська.

### Створення
У грудні 2014 року в Артемівську сформовано 54-ту окрему механізовану бригаду, польова пошта В2970:
- 1-й батальйон 54-ї бригади переведений зі складу 30 ОМБр.
- 2-й батальйон 54-ї бригади переведений зі складу 24 ОМБр (колишній 5-й бат)
- 3-й батальйон 54-ї бригади переведений зі складу 17 ОТБр (там він був 1-й бат)
- Також до складу 54 ОМБр увійшов 25-й окремий мотопіхотний батальйон «Київська Русь»[4].

18 грудня 2016 року підрозділи бригади, витримавши артилерійський обстріл, відбили напад проросійських бойовиків, і контратакуючи зайняли позиції супротивника. Опікових поранень зазнав боєць Роман Шевченко.
Наприкінці жовтня 2017 року бригада знову повернулася на передові позиції на «Світлодарській дузі».
22 листопада 2017 року вояками бригади звільнено села Гладосове й Травневе на північ від Горлівки.
5 травня 2018 року під час рейду один із підрозділів 25-го окремого мотопіхотного батальйону бригади взяв в полон бойовика так званого 3-го батальйону 7-ї мотострілецької бригади російської-терористичних військ.
15 червня 2018 року підрозділи бригади повернулись із зони проведення Операції об'єднаних сил, де виконували завдання протягом 8 місяців на Світлодарській дузі. За час ротації знешкоджено 170 бойовиків російсько-терористичних угруповань та 19 одиниць ворожої техніки, знищено три передові позиції окупанта, взято під контроль два населених пункти — Гладосове і Травневе.
У середині липня 2019 року бійці 54-ї бригади провели на Донбасі операцію, знищивши базу окупантів, на якій перебували військова техніка та особовий склад ворога — у противника 20 вбитих і 11 поранених.
6 травня 2020 року бригада отримала почесну назву на честь Івана Мазепи.

### Російське вторгнення 2022 року
6 грудня 2022 року 54 окрема механізована бригада імені гетьмана Івана Мазепи Сухопутних військ Збройних Сил України указом Президента України Володимира Зеленського відзначена почесною відзнакою «За мужність та відвагу».

## Структура

### 2020
- управління (штаб)
- 1-й механізований батальйон
- 2-й механізований батальйон «К-2»
- 3-й механізований батальйон
- 3-й окремий танковий батальйон «Звіробій»
- 25-й окремий мотопіхотний батальйон
- 46-й окремий штурмовий батальйон «Донбас»
- зенітний ракетно-артилерійський дивізіон
- бригадна артилерійська група:
  - батарея управління та артилерійської розвідки
  - самохідний артилерійський дивізіон 2С3М «Акація»
  - самохідний артилерійський дивізіон 2С1 «Гвоздика»
  - реактивний артилерійський дивізіон БМ-21 «Град»
  - протитанкова артилерійська батарея
- рота снайперів
- розвідувальна рота
- вузол зв'язку
- рота радіоелектронної боротьби
- радіолокаційна рота
- група інженерного забезпечення
- рота РХБ захисту
- батальйон матеріально-технічного забезпечення
- ремонтно-відновлювальний батальйон
- медична рота
- комендантський взвод

### 2024
- 1-й механізований батальйон[17]
- 2-й механізований батальйон[18]
- 3-й механізований батальйон[19]
- мотопіхотний батальйон[20]
- 1-й стрілецький батальйон[21]
- 2-й стрілецький батальйон[22]
- 25-й окремий стрілецький батальйон[23]
- батальйон «Incognito Group»[24]
- батальйон безпілотних систем «Небесна кара»[25][26]
- розвідувальна рота[27]
- 2-й самохідний артилерійський дивізіон[28]
- зенітний ракетно-артилерійський дивізіон[29]
- ремонтно-відновлювальний батальйон[30]

## Командування
- 2015—2017: підполковник Горбатюк Володимир Дмитрович
- 2017—202?: полковник Майстренко Олексій Сергійович[31]

## Символіка
Нарукавний знак бригади створено на основі герба гетьмана Івана Мазепи. Цей старожитній знак, що відомий ще від пізнього середньовіччя, складається з вилоподібного перехрещеного хреста на основі в супроводі зірки та півмісяця. Його зображення є на знаменах, зброї, архітектурних спорудах, мініатюрах і гравюрах, прикрасах і печатках.